# Berliet VDC
Unter der Typenbezeichnung Berliet VDC wurden vom französischen Kraftfahrzeughersteller Berliet in Lyon 1935 bis 1938 und erneut von 1945 bis Juni 1947 mittlere LKW gebaut.

## Technik und Geschichte
Der Berliet VDC erschien im Laufe des Jahres 1935 mit mehreren Motorvarianten. Hierbei erhielten die Varianten mit Dieselmotoren (VDB4, VDB6) Bezeichnungen, die sich auf die ungefähre Größe des Hubraums in Litern bezogen, die Bezeichnungen der Varianten mit Ottomotoren bezogen sich auf die Einstufungen in Steuer-PS.
Dem Namen nach gehört auch der Berliet VDC22F und der Berliet VDC6D in diese Typenreihe. Diese erst in der Nachkriegszeit gebauten Varianten hatten jedoch eine erheblich höhere Nutzlast von ca. 4,5 Tonnen und andere Abmessungen (s. u.).
| Typ    | Betriebserl. | Motor | Zyl. | Bohrg. | Hub | Hubr. | /min | CV    | PS    | Chassis | max. | Bem.,  |
|        | Mon./Jahr    | Typ   | Zahl | mm     | mm  | cm³   | max  | fisc. | reell | kg      | kg   | Quelle |
| ------ | ------------ | ----- | ---- | ------ | --- | ----- | ---- | ----- | ----- | ------- | ---- | ------ |
| VDC4   | 10.1935      | MDG   | 4    | 100    | 140 | 4398  | 1800 | 12    |       | 2350    | 7100 | [ 2 ]  |
| VDC6   | 10.1935      | MDFW  | 4    | 110    | 150 | 5702  | 1800 | 15    |       | 2750    | 7100 | [ 3 ]  |
| VDC16  | 10.1935      | MKO   | 4    | 100    | 130 | 4084  | 2200 | 16    | 60    | 2350    | 7100 | [ 4 ]  |
| VDC17  | 2.1937       | MKL   | 4    | 100    | 140 | 4398  | 2200 | 17    |       | 2400    | 7100 | [ 5 ]  |
| VDCG11 | 10.1935      | MXOG  | 4    | 100    | 130 | 4084  | 2000 | 11    |       | 2800    | 7100 | [ 6 ]  |
| VDC22F | 5.1945       | MPF   | 4    | 110    | 150 | 5702  | 2000 | 22    | 70    | 3150    | 9500 | [ 7 ]  |
| VDC6D  | 1.1946       | MDF2C | 4    | 110    | 150 | 5702  | 2000 | 15    | 65    | 3250    | 9600 | [ 8 ]  |

### Stückzahlen
Es gab von den hier behandelten Typen folgende Stückzahlen:
| Typ    | 1935 | 1936 | 1937 | 1938 | Summe |
| ------ | ---- | ---- | ---- | ---- | ----- |
| VDC4   | 1    | 113  | 0    | 0    | 114   |
| VDB6   | 76   | 236  | 0    | 0    | 312   |
| VDC16  | 47   | 56   | 85   | 0    | 188   |
| VDCG11 | 2    | 11   | 14   | 10   | 37    |
| Summe  | 126  | 416  | 99   | 10   | 651   |

Nicht in obigen Zahlen eingeschlossen sind offenbar die Lieferungen an die französische Armee: 55 Berliet VDC16 im Jahr 1935.
Der Typ Berliet VDC wurde 1945 neu aufgelegt:
Zunächst erschien der Berliet VDC22F mit Ottomotor. Er hatte nach Wahl des Kunden einen Radstand von 4,29 oder 4,795 m, eine Länge von 6,812 oder 7,615 m (als Kipper 6,535 m) und eine Breite von 2,29 m. Der Radstand betrug vorne 1,89 und hinten 1,705 m. Die Nutzlast lag bei ca. 4,5 Tonnen. Von März bis Dezember 1945 wurden 320 Stück gebaut.
Ab Dezember 1945 folgte der Berliet VDC6D. Er hatte die gleichen Abmessungen, aber einen Dieselmotor (s. o.) und wurde bis Juni 1947 in 1325 Exemplaren hergestellt.

### Originalquellen
Eine Publikation, in der alle vor 1945 gebauten Berliet-Typen individuell abgehandelt wären, gibt es nicht. Neben der unten erwähnten Literatur wurde auf folgende in der Fondation Berliet verwahrte Originalunterlagen zurückgegriffen:
- "Fiches des Mines": Es handelt sich um die Unterlagen zur Erteilung einer allgemeinen Betriebserlaubnis, hierfür ist in Frankreich der "Inspecteur des mines" sachlich zuständig. Diese Unterlagen sind chronologisch geordnet und nummeriert. Nicht zu jedem Typ bzw. Variante gibt es entsprechende Unterlagen, teils, weil sie wohl als Untervarianten eines Typs verstanden wurden, für den eine gesonderte Erlaubnis nicht erforderlich war, teils wohl, weil diese Unterlagen im Laufe der letzten 100 Jahre verlorengegangen sind. Bei Militärtypen gibt es Hinweise, dass eine Betriebserlaubnis direkt durch militärische Dienststellen erfolgte, was entsprechende "fiches des mines" überflüssig machte. Die Quellenbezeichnung lautet: "Fiches No...."
- "Etat des véhicules utilitaires et autobus declares aux mines depuis 1920", eine 15-seitige Zusammenstellung vom 1. Dezember 1941, enthält insbesondere die reservierten Chassisnummernbänder, die jedoch vielfach nicht vollständig ausgeschöpft wurden, einige Typen bzw. Varianten werden nicht erwähnt, Quellenbezeichnung lautet: "Etat S..."
- "Nombre de véhicules construits de 1930 à 1942", siebenseitige Zusammenstellung der zwischen 1930 und 1942 gebauten Stückzahlen an Nutzfahrzeugen, erstellt wohl 1943, erste Seite teilweise irreparabel verderbt, teilweise werden mehrere Typen bzw. Varianten zusammengefasst, Quellenbezeichnung lautet: "Nombre S...."

### Sonstige Literatur
- Monique Chapelle: Berliet. 1. Auflage. EMCE, Saint-Chamond 2016, ISBN 978-2-35740-049-8.
- Jean François Colombet: Berliet 1945–1950, les artisans de la renommée, charhge utile hors-serie No.1. 1. Auflage. histoire&collections, Paris 1995.
- François Vauvillier: Tous les Berliet militaires 1914–1940, vol.1: les camions. histoire&collections, Paris 2019, ISBN 978-2-35250-496-2.